# Vesselényi Tibor
Vesselényi Tibor,  neve Vesselényi Gy. Tibor- és Wesselényi Gyulaként is előfordul (Nagyvárad, 1929. november 22.— 2017. május 15. előtt) erdélyi magyar közgazdász, mérnök, gazdasági szakíró, szerkesztő.

## Életútja
Római katolikus családban született, apja jogász volt. A nagyváradi Premontrei Főgimnáziumban érettségizett (1948), majd Leningrádban szerzett közgazdász-mérnöki diplomát (1954). Szakterületén a doktori címet a bukaresti Gazdaságtudományi Akadémián nyerte el (1972). 1959-ig a nagyváradi Înfrăţirea Szerszámgépgyárban (közben 1955–57 között kihelyezéssel a vaskohsziklási bányagépgyárban, néhány hónapig a nagyváradi talajjavító trösztnél) dolgozott. 1959–71 között funkcionárius a Crişana Tartományi, majd a Bihar megyei pártbizottság gazdasági osztályán, 1971–73-ban a kisipari szövetkezetek szövetsége megyei kirendeltségén. 1973–90 között (nyugdíjazásáig) a Területi Számítóközpont szervezési kabinetjének vezetője volt. Ez idő alatt nagyváradi gépészeti líceumokban óraadó tanár; a számítóközpont keretében számos tanfolyamot szervezett a korszerű üzemgazdálkodás, ergonómia, értékelemzés tárgyköreiből.

## Munkássága
Kutatási területei az otopeni káderképzőközpontban, 1982-ben: munkakutatás, informatika, értékelemzés, üzemi karbantartás és szervezés, a további időszakban a makro- és mikroszintű gazdasági tevékenység elemzése.
Első írása a nagyváradi Fáklyában jelent meg 1958-ban. A Fáklyában magyarul és románul a nagyváradi Crişanában, továbbá az Előre, Munkásélet, Revista Economică, Scînteia, 1990 után a Bihari Napló, Erdélyi Napló és a Premontrei Öregdiákok Egyesülete kiadásában megjelenő Hírlevél, illetve az Aletheia, Bihorul hasábjain közölt ismertető jellegű és szakcikkeinek száma több száz.
Több, iskolája múltját és híres tanárait (Gerinczy Pál, Szilágyi Mihály Dózsa, Oszvald Ferenc) idéző írással szerepel A nagyváradi római katolikus középiskolai oktatás és a Premontrei Főgimnázium története (1718–1948) c. kötetben (Nagyvárad, 2005).

## Kötetei
- Economie politică. I. (társszerző Vita László, Nagyvárad, 1978)
- Román–magyar gazdasággyakorlati kisszótár (Nagyvárad, 1992)
- Robotică. Conducerea şi programarea roboţilor industriali (társszerző Barabás Tibor, Nagyvárad, 2004)
- Comanda roboţilor. Aplicaţii (társszerző Barabás Tibor, Nagyvárad, 2006)
- Bazele aşchierii şi generării suprafeţelor (társszerző Ioan Moga, Nagyvárad,  2007)
- Nagyvárad ipartörténete; többekkel; Partiumi és Bánsági Műemlékvédő és Emlékhely Társaság–Királyhágómelléki Református Egyházkerület–Nagyváradi Római Katolikus Püspökség, Nagyvárad, 2008 (Partiumi füzetek)

## Társasági tagság
- A Nagyváradi Premontrei Öregdiákok Egyesületének tagja